# Tatjana Sjemjakina
Tatjana Sjemjakina, född den 3 september 1987, är en rysk friidrottare som tävlar i gång.
Sjemjakinas första deltagande vid internationella mästerskap var VM 2007 i Osaka där hon placerade sig som silvermedaljör på tiden 1:30.42. Under 2008 deltog hon vid IAAF:s World Race Walking Cup där hon emellertid inte slutförde tävlingen.
Hennes personliga rekord på 20 km gång är 1:25.46 från 2008.